# Betroka (district)
Betroka is een district van Madagaskar in de regio Anosy. Het district telt 180.822 inwoners (2011) en heeft een oppervlakte van 13.315 km², verdeeld over 20 gemeentes. De hoofdplaats is Betroka.